# سیارک ۱۶۱۹۸
سیارک ۱۶۱۹۸ (به انگلیسی: 16198 Buzios، نامگذاری:2000AB243) شانزده هزار و صد و نود و هشتمین سیارک کشف شده‌است که در ۷ ژانویه ۲۰۰۰ کشف شد.
قدر مطلق سیارک برابر ۳۰.۹ است.